# Armin Rogl

Armin Rogl

Armin Rogl (* 7. Oktober 1976 in Steyr) ist ein österreichischer Radiomoderator und Sprecher.
Er startete 1999 seine Karriere bei 92,6 das Cityradio in Linz, wechselte später zu Life Radio (Oberösterreich), wo er die Morningshow moderierte und von Jänner 2005 bis Dezember 2013 arbeitete Armin Rogl beim Hitradio Ö3. Er moderierte u. a. die Sendungen Studio A die Ö3 Film und Fernsehshow, Ö3 Dabei und Treffpunkt Ö3. Seit 2010 ist Armin Rogl Eigentümer der Werbeagentur MediaBrothers.
Seit Jänner 2011 ist er Stationvoice des Fernsehsenders ORF eins und ist als Sprecher diverser ORF-TV-Produktionen (Dancing Stars, Österreich wählt) und Hörfilme (Die Säulen der Erde, Love Actually) zu hören.